# Hyaleucerea luctuosa
Hyaleucerea luctuosa là một loài bướm đêm thuộc phân họ Arctiinae, họ Erebidae.